# Taninpata
Taninpata (auch: Tanim Pata und Tanin Pata) ist eine Ortschaft im Departamento La Paz im südamerikanischen Andenstaat Bolivien.

## Lage im Nahraum
Taninpata liegt in der Provinz Murillo und ist eine Ortschaft im Cantón Cohoni im Municipio Palca. Die Ortschaft liegt auf einer Höhe von 3866 m am Ostrand des bolivianischen Altiplano, zwischen dem Río Khollu Jahuira und dem Río Itapalluni, die beide in den Río Jurileque münden, der zwölf Kilometer und 1850 Höhenmeter unterhalb von Taninpata in den Río de la Paz mündet.

## Geographie
Taninpata liegt am Rande des Gebirgsmassivs des Illimani, welcher ein Teil der bolivianischen Cordillera Real ist. Das Klima der Region ist ein typisches Tageszeitenklima, bei dem die tägliche Schwankung der Temperaturen deutlicher ausfällt als die mittleren Temperaturunterschiede der Jahreszeiten.
Die mittlere Durchschnittstemperatur der Region liegt bei etwa 8 °C (siehe Klimadiagramm Palca) und schwankt nur unwesentlich zwischen 6 °C im Juni/Juli und 10 °C im November. Der Jahresniederschlag beträgt etwa 600 mm, bei einer ausgeprägten Trockenzeit von Mai bis August mit Monatsniederschlägen unter 15 mm, und einem Niederschlagsmaximum im Januar mit 120 mm.
Im direkten Umfeld von Taninpata befinden sich unterhalb des Cerro Silla Pata (5112 m) verschiedene kleinere Bergwerke: Campamento Minero Margarita, Urania, Huaca Jacuma, Venus und Mesa Cala, außerdem die aufgegebene Mine Cuatro Hermanos.

## Verkehrsnetz
Taninpata liegt in einer Entfernung von 77 Straßenkilometern südöstlich von La Paz, der Hauptstadt des gleichnamigen Departamentos.
Von La Paz führt eine Landstraße in südlicher Richtung vorbei am Valle de la Luna (Mondtal) und der Ortschaft Mallasa auf der linken Seite des Río de la Paz nach Mecapaca. Zwei Kilometer vor Mecapaca biegt die Straße in Las Carreras nach Südwesten ab, durchquert das Flussbett des Río de La Paz und erreicht über Avircato schließlich Millocato. Drei Kilometer hinter Millocato wird der Río de la Paz erneut gequert und die unbefestigte Straße führt in steilen Serpentinen über Tahuapalca und Cachapaya hinauf nach Cohoni. Die Straße verlässt Cohoni am Südostrand, passiert nach sechs Kilometern die Ortschaft Pucaya und erreicht nach weiteren vier Kilometern Taninpata.

## Bevölkerung
Die Einwohnerzahl der Ortschaft ist in dem Jahrzehnt zwischen den letzten beiden Volkszählungen um etwa ein Drittel angestiegen:
| Jahr | Einwohner         | Quelle       |
| ---- | ----------------- | ------------ |
| 1992 | keine Detaildaten | Volkszählung |
| 2001 | 182               | Volkszählung |
| 2012 | 248               | Volkszählung |
| 2024 |                   | Volkszählung |

Die Region weist einen hohen Anteil an Aymara-Bevölkerung auf, im Municipio Palca sprechen 94,1 Prozent der Bevölkerung Aymara.